# 伊奈町
伊奈町（日语：／ Ina machi */?）是日本埼玉縣中東部的町，人口約3萬9千人。

## 历史
- 1943年7月15日 小針村和小室村合併、更名伊奈村。
- 1970年11月1日 町制施行、改制為伊奈町。

## 交通

### 鐵路
埼玉新都市交通
- 伊奈線（New Shuttle）：丸山站 - 志久站 - 伊奈中央站 - 羽貫站 - 內宿站